# Копилове
Копилове (до 2016 — Жовтневе) — селище в Україні, у Конотопському районі Сумської області. Населення становить 127 осіб. Орган місцевого самоврядування — Дяківська сільська рада.

## Географія
Селище Копилове розташоване на відстані 2,5 км від сіл Сапушине, Червоне та села Першотравневе (ліквідоване у 1988 році).

## Історія
Село постраждало внаслідок геноциду українського народу, проведеного урядом СРСР в 1932—1933 та 1946–1947 рр.
- У 2016 році селище Жовтневе було перейменовано під час декомунізації. Воно отримало назву Копилове.[1]
- 12 червня 2020 року, відповідно до розпорядження Кабінету Міністрів України № 723-р «Про визначення адміністративних центрів та затвердження територій територіальних громад Сумської області», селище увійшло до складу Буринської міської громади[2].
- 19 липня 2020 року, в результаті адміністративно-територіальної реформи та ліквідації Буринського району, увійшло до складу новоутвореного Конотопського району[3].

## Економіка
- Машино-тракторні майстерні.

## Також
- Перелік населених пунктів, що постраждали від Голодомору 1932-1933, Сумська область